# Mary Dean
Mary Dean (Oklahoma, 10 maart 1922 – Noord-Hollywood, 20 december 1995) was een Amerikaanse actrice, zangeres en songwriter. Ze speelde met onder meer Fred Astaire en Leo Carrillo. Als songwriter was ze het succesvolst met haar bijdrage aan de nummer 1-hit Half-breed van zangeres Cher.

## Biografie
Ze begon al jong met acteren en speelde rond haar vijftiende in de film A damsel in distress (1937), in het Nederlands uitgebracht als Het meisje in de taxi. In deze film zong ze met onder meer Fred Astaire het lied Nice work if you can get it. Ook zong ze in andere films, zoals in Cinderella Jones (1946) en in The Prodigal (1955).
Verder acteerde ze voor televisie, met name in series. Ze trad in 1952 bijvoorbeeld op als vrouwelijke hoofdrolspeler in enkele afleveringen van The Cisco Kid, waarin Leo Carrillo de belangrijkste mannelijke hoofdrol had. Ook speelde ze in verschillende afleveringen van Dragnet (1953-1956) en enkele andere series. Ze was stemacteur in verschillende films, waaronder Fritz the Cat uit 1972. 
Muzikaal was ze ook actief als songwriter. Ze schreef bijvoorbeeld alleen, zoals het lied Don't give me no friction dat in 1966 door The Missing Links werd opgenomen. Samen met Mary Salerno schreef ze het lied Naughty rooster, dat The Misfits in 1961 op een single uitbracht, met op de B-kant het lied Chicago confidential dat eveneens door het tweetal werd geschreven. Met Simon Soussan schreef ze het lied Spellbound, dat Arpeggio in 1978 op zijn album Let the music play zette, en met Terry Young het lied I still love you, dat Mona Lisa Young in 1992 op haar album Partners in pleasure plaatste. Met Cavazo, Banali en Shortino schreef ze het lied Coppin' a feel dat de heavymetalband Quiet Riot in 1988 op haar album plaatste.
Terugkerend was de samenwerking met Al Capps. Met hem schreef ze het lied Half-breed dat zangeres Cher in 1973 op een single uitbracht en de nummer 1-positie bereikte in de Billboard Hot 100. Ze schreef vaker nummers met Capps, zoals Little bright star voor het album Merry Christmas van The Supremes in 1965  en Comedy or tragedy (Putty in your hands) dat in 1975 bestemd was voor de Amerikaanse elpee Hard to be friends van de Nederlandse band The Cats. Verder schreven ze ook twee liedjes samen die in 1966 in de beachpartyfilm Wild, wild winter werden gezongen: Heartbeats door Dick & Dee Dee en Our Love's Gonna Snowball door Jackie en Gayle.
Ze ging door het leven als Mary Dean, Mary D., Mary Dean Moss en Mary Dean Ross. Aan het eind van haar leven (ze was ze gehuwd met Frank Joseph Lauria) werd haar naam aangevuld met zijn achternaam als Mary Dean Lauria (minimaal sinds 1973). Deze naam staat ook op haar grafsteen vermeld. In 1995 overleed ze in Toluca Lake (Noord-Hollywood) aan emfyseem. Ze liet man, kinderen en kleinkinderen achter.

## Filmografie
Ze was actrice in onder meer de volgende films en series.

### Films
- 1937: A Damsel in Distress (Het meisje in de taxi), als zangeres
- 1945: Bright Star Shining, als Amy (televisiefilm)
- 1946: Cinderella Jones, zangeres
- 1952: Gang Busters
- 1955: The Prodigal, achtergrondzangeres

### Televisieseries
- The Cisco Kid

- 1952: Robber Crow, als Nina Loring
- 1952: The Spanish Dagger, als Shelley Drake
- Dragnet

- 1953: The Big Bull, als Fay Smith
- 1955: The Big Reminisce, als Fay Smith
- 1966: The Big Set, als Fay Smith
- The Man Behind the Badge

- 1955: The Case of Operation Sabotage, als Lucy Osborn
- Maggie Applegate

- 1963: The Slaves of Neptune, Maggie Applegate
- Space Patrol

- 1963
- Monsters

- 1989: Reaper
- Night Court

- 1990: Nobody Says Rat Fink Anymore

### Stemacteur
- 1972: Fritz the Cat, verschillende meisjesstemmen
- 1973: Heavy Traffic, als Molly
- 1982: Hey Good Lookin', als een Italiaanse vrouw